# Henk de Graaf
Henk de Graaf (Spakenburg, 1949) is een Nederlandse klarinettist, dirigent, componist, pianist, organist en radiopresentator.

## Biografie

### Opleiding
De Graaf begon in het plaatselijke harmonieorkest (Bunschoten-Spakenburg), nadat de eerste muzieklessen door zijn opa en oom waren gegeven. Omdat het orkest werd omgebouwd naar een fanfare speelde hij een tijdje sopraansaxofoon, maar koos uiteindelijk voor de klarinet. Hij kreeg aan de muziekschool te Amersfoort met directeur Jan van Vlijmen zijn klarinetlessen van Jan Ruggenberg. Van Vlijmen gaf hem solfège en muziektheorie. Verbonden aan de muziekschool lieten ze hem ook wel spelen in het Amersfoorts Jeugdorkest en in het orkest van de Amersfoortse Orkest Vereniging waarmee hij op 15-jarige leeftijd het klarinetconcert van Mozart uitvoerde.
De Graaf won namens het Corderius College een muzikale interscholaire wedstrijd tussen zes middelbare scholen in Amersfoort door het derde klarinetconcert van Carl Stamitz uit het hoofd te spelen. Omdat hij groot talent voor muziek had, speciaal op klarinet, stapte hij na drie jaar gymnasium over naar het Conservatorium van Utrecht, waar hij in 1965 aan zijn opleiding begon. Hij kreeg hier lessen van Jos d’Hondt, soloklarinettist bij het Radio Filharmonisch Orkest. In 1970 studeerde hij cum laude af en trad namens het Utrechts conservatorium op met de Habanera van Ravel in het televisieprogramma 'Jonge mensen op weg naar het concertpodium' van de AVRO gepresenteerd door Willem Duys. Al tijdens zijn studie speelde hij vaak in het Radio Filharmonisch Orkest. De Graaf volgde nog aanvullende studies voor orkest-en solospel en ronde deze in 1971 af met onderscheiding en kreeg in 1973 de Prix d'Excellence, tijdens een recital voor een internationale jury.
De Graaf was tevens organist bij de gereformeerde kerk in Bunschoten-Spakenburg.

### Carrière
In 1970 werd hij aangenomen als klarinettist en es-klarinettist waarna in 1975 de aanstelling volgde tot soloklarinettist van het Rotterdams Philharmonisch Orkest en het Rotterdams Philharmonisch Blazers Ensemble, een functie die hij 36 jaar heeft uitgeoefend. Tijdens de tweede Amerikaanse tournee van het RPHO speelde hij met het Rotterdams Philharmonisch Blaaskwintet een solowerk van Peter Joseph von Lindpaintner. In 1992 tijdens een groot Wensconcert in de Rotterdamse Ahoy, waar het publiek vooraf kon aangeven welke stukken het ten gehore gebracht wilde hebben, speelde hij de Prelude, Fugue en Riffs voor soloklarinet en jazzorkest van Leonard Bernstein. In 1971 en 1972 maakte hij deel uit van het Nederlands Blazers Ensemble en in 1997 was hij ook soloklarinettist bij Solistes Européens Luxembourg, en speelde een concert van Molter op d-klarinet met Concerto Rotterdam.
Hij doceerde 25 jaar als hoofdvakleraar klarinet aan het Rotterdams Conservatorium/Codarts en de Amsterdamse Hogeschool voor de Kunsten. De Graaf nam 30 muziekalbums op met uitvoeringen van bekende klarinetconcerten van onder anderen Mozart, Von Weber en Molter, maar ook kamermuziek in composities van onder andere Johannes Brahms, Maurice Ravel, Ludwig van Beethoven, Franz Schubert, Robert Schumann en Igor Stravinsky. Aan een aantal opnamen hebben pianisten als Daniël Wayenberg Klaas Jan Mulder en Klara Würtz meegedaan. Tevens maakte De Graaf opnamen met het Amadeus Ensemble Rotterdam, Schubert Consort Amsterdam, de sopraan Clara de Vries en alt José Scholte.
De Graaf is dirigent van het Kamer Orkest te Soest en het Symfonisch Blazers Collectief Nederland en is frequent te beluisteren op radiozenders in Nederland en België, gespecialiseerd in klassieke muziek. Ook is hij met grote regelmaat te zien in televisieopnamen met diverse trio's, kwartet, kwintet en als solist met orkestformaties op Stingray Classica. Als componist schreef hij voorts een aantal concertmarsen voor de hafabra- en symfonieorkesten genaamd Alegria, La Primavera en Sequenza, uitgegeven bij Golden River Music in België. Ook composities voor orgel, 14 Symfonische preludia en postludia op bekende koralen onder pseudoniem Henry le Comte bij Klavarscribo. Hij speelt ook wel pijporgel in de kerk in Bunschoten. Sinds 1996 is hij radiopresentator op LOSradio Eemland 1 met klassieke programma's genaamd Los Klassiek.Op 25 april 2025 ontving hij een Koninklijke Onderscheiding als Ridder in de Orde van Oranje Nassau.
In 2019 publiceerde hij Henk de Graaf, Ambassadeur van de klarinet onder de paraplu van Stingray Classica/Brava.

## Discografie
- 1993  Schumann Märchenerzählungen op. 132/Mozart Kegelstatt Trio kv 498/Bruch 8 Stücke op.83
- 1994  Brahms sonates op. 120 nr 1 & 2
- 1995  Mozart klarinetconcert kv 622/sinfonia concertante kv 297b/"ah ce in ciel benigne stella" kv 538trio/ook op dvd
- 1996  Beethoven trio op.11/Glinka trio pathétique/Brahms trio op.114/Zemlinsky trio op.3
- 1997  Beethoven pianokwintet op. 16/Mozart pianokwintet kv 452/ ook op dvd
- 1998  Von Weber klarinetkwintet op.34/Crusell klarinetkwartet op.4/Baermann adagio op. 23/Spohr fantasie 7 variaties op.81
- 1999  Rossini "sonate á quattro"1-6 blazerskwartetten
- 1999  Symfonische preludia & postludia op bekende koralen, Henry le Comte
- 2001  Serenades & divertimenti kv 375,388,361 e.a
- 2001  The classical clarinet Poulenc/Debussy/ Saint-Saëns/Büsser/Martinu/Mcarnold/Von Weber/Genzmer/Berg/Schumann/Mendelssohn
- 2001  Gradagio /Chopin/Mozart/Guilmant/Tsjaikovski/Beethoven/Rachmaninov/Grieg/Schubert /Dvorak/Rimski-Korsakov/Mascagni
- 2002  Memories gone by/Crusell/Gaveaux/Mozart/Schubert/Mahler/Janacek/Bliss/Haaksma
- 2002  Ravel/Septet introduction/allegro/Roussel quartet/Debussy trio
- 2007  Molter klarinetconcerten 1-5
- 2006  Melodie/Massenet/Chopin/Mascagni/Fibich/Gluck/Rachmaninov/Von Paradis/Saint-Saëns/Brahms/Tsjaikovski/Vivaldi/Albinoni/Bach/Händel
- 2008  Crusell klarinetkwartetten 1-3 op.3.4.7
- 2008  Brahms klarinetkwintet op. 115/Mozart klarinetkwintet kv 581
- 2008  Krommer octet partitas op.59/67/69/79
- 2009  Von Weber klarinetconcert nr 1 op.73/Bruch dubbelconcert op.88/introduction/theme/variations op.postuum
- 2012  Jazzcd After you have gone/The old fashioned way/petit fleur/honey suckle rose/those were the days/HdG klarinet/the Gainsbrook Orchestra
- 2015  Krommer klarinetkwartet op.83/klarinetkwintet op.95
- 2024  Baermann klarinetkwintetten Op.19, 22 & 23 Henk de Graaf, klarinet The Schubert Consort Netherlands, Elisabeth Perry viool, Itamar Shimon viool, Richard Wolfe altviool, Wladislav Warenberg cello.

## Composities
- 8 Symfonische preludia & postludia op bekende koralen voor orgel (1996)
- 6 Symfonische preludia & postludia op bekende koralen voor orgel (2016 )
- Alegria concertmars voor harmonie-orkest/symfonie-orkest (2016)
- La Primavera concertmars voor harmonie-orkest/symfonie-orkest (2017)
- Sequenza concertmars voor harmonie-orkest/symfonie-orkest (2018)